# Mthatha
Mtatha, tidigare Umtata, är huvudorten i kommunen King Sabata Dalindyebo i Östra Kapprovinsen i Sydafrika. Folkmängden uppgick till 96 114 invånare vid folkräkningen 2011.

## Historia
Mthatha grundades av europeer 1869, och var under
apartheideran huvudstad i bantustanet Transkei.

## Näringsliv och kommunikationer
Mthatha har textil-, trä-, tobaks- och livsmedelsindustri. Staden har järnvägsförbindelse med hamnstaden East London.

## Utbildning
I staden ligger universitetet Walter Sisulu University.